# Hira (Bibel)
Hira ist ein Mann aus Adullam, der in der Bibel in Gen 38  an zwei Stellen erwähnt wird.
Nach biblischem Bericht war Hira mit Juda, dem vierten Sohn Jakobs, befreundet Gen 38,12 . Hira stammte aus der Ortschaft Adullam. Gerhard von Rad verortet Adullam in der kanaanäischen Ebene. Die Ortschaft wird in Jos 15,44  nochmals erwähnt. Gen 38,1–2  berichtet, dass sich Juda zu Hira begab und dort die Tochter eines Kanaaniters namens Schua sah, die er sich zur Frau nahm. Einige Verse später wird Hira nochmals erwähnt (Gen 38,12 ).
Die dadurch entstandene verwandtschaftliche Beziehung zwischen Juda und den Kanaanitern bildet den Hintergrund für die Tamar-Erzählung in Gen 38.